# Adunator
Adunator és un gènere de mamífer extint que podria haver format part de l'ordre dels macroscelideus. Conté sis espècies. La seva taxonomia és molt controvertida, car també s'ha suggerit que podria ser un condilartre, un leptíctid o un eulipotifle. Se n'han trobat restes fòssils als Estats Units.